# 松沢幸
松沢 幸（まつざわ ゆき、10月12日 - ）は、日本の女性声優。オフィスCHKに所属していた。東京都出身。旧芸名は茉雪 千鶴（まつゆき ちづる）、茉雪 ちづる。

## 出演

### テレビアニメ
- おジャ魔女どれみ（1999年 - 2003年、工藤むつみ、女生徒、りょうたの母、英会話番組の出演者、レポーター）- 4シリーズ
- 仙界伝 封神演義（青年殷洪）
- だぁ!だぁ!だぁ!（2000年、しおり）
- 円盤皇女ワるきゅーレ（2002年、母、猫耳E、猫耳G、パソコン音声、アナウンサーB）
- トッポ・ジージョ劇場（2003年、ソニア）
- なるたる（2004年、玉依美園[1]）
- FIX & FOXI（ママ）
- スーパーモデル（クリスチーナ 他）
- 眠りの精ナイラス（パール 他）
- ブリンキー・ビル（マグパイ先生）
- ジーコス・キッズ（トーカー）
- アグリーダック
- 魔法遊戯

### ゲーム
- ファーランドキャスト（スロット用音声）

1999年
- ことぶきグランプリ〜めざせ原チャリキング〜（小錦今日子、氷室奈美）
- ぷらすぷらむ（ラセル）

2001年
- エクソダスギルティー ネオス（ジジ）
- てんたま -1st Sunny Side-（加絵）

2002年
- Card of Destiny 〜光と闇の統合者〜（マグ、ナターシャ）
- ファーランドシンフォニー（ティア、リーア）

2004年
- てんたま2wins（加絵）

2009年
- キラ☆キラ 〜Rock'n'Roll Show〜（舞）

### 吹き替え
- ミュータントX（シャリマー（ビクトリア・プラット））
- スクリーミング（尼僧）
- スネーク（レイシー）
- 硝子のジェネレーション（ナンの母）
- モナ（バレリー）
- ヒューマントラフィック（カレン）
- レストラン（ドナ）
- クロコダイル（レミヤ）
- 飼育（隣人妻）
- ゾンビ2001（キャット）
- エマニエル夫人 愛めぐり逢い（エマニエル夫人）
- 怪～もののけ~（ヤンメイ）
- ディナー・ラッシュ（ナタリー）
- ビバリーヒルズ青春白書#201
- マイリトルタイガー
- あなたにムチュー
- ザ・センチネル
- 緊急救命獣医
- HOT BOYZ
- アバランチ2
- 666
- 23
- カシコギ
- 沈黙のテロリスト
- ダゴン
- 背徳令嬢
- イン・アマゾン
- ダイナソーバレー・ガールズ
- プリズン・ヒート
- マンボ!マンボ!マンボ!
- バン&サイロッカー
- パワージューサー
- ラスト・キングダム
- ソード・オブ・ファンタジー
- ラブフレンズ
- サバイブルーム
- 世界恐怖体験ゲティスバーグの幽霊
- クライム&ダイヤモンド
- トゥーリー・アバウ・トチャーリー

### ナレーション
- 新宿日本語学校教本
- 浜松町貿易センタービル
- 「Japanese@once」日本語教材用

### CM
- 茨城食品「東陽ワンタン本舗」
- ボーソー油脂「米サラダ油」
- T-ZONE
- キッズステーション
- ガールズコミック
- 火の玉コミック
- サノバドール
- ドラッグぱぱす

### 舞台
- 北へ帰る
- 11人の少年
- ボウケンシャ達
- 名医先生
- 秩父困民党・一八八四年
- 銀河鉄道の夜
- 想稿、銀河鉄道の夜
- 夢十夜/絵のない絵本
- わが町
- 私のなかの狼魚のなかの狼

## その他

### DJ
- ツクダオリジナル メロンパンダ